# Xanthopimpla jacobsoni
Xanthopimpla jacobsoni là một loài tò vò trong họ Ichneumonidae.